# Kornsjø
Kornsjø er en landsby i Enningdalen i Halden Kommune i Norge, på grænsen til Sverige. Landsbyen ligger ved søen Nordre Kornsjø i en højde af 141 moh. Byen har 250 indbyggere (2001).
I Kornsjø ligger Kornsjø Station, der er endestation på Østfoldbanen.